# Stackhousia nuda
Stackhousia nuda är en benvedsväxtart som beskrevs av John Lindley. Stackhousia nuda ingår i släktet Stackhousia och familjen Celastraceae. Inga underarter finns listade.